# پتروسینو
پتروسینو (به ایتالیایی: Petrosino) یک منطقهٔ مسکونی در ایتالیا است که در استان تراپانی واقع شده‌است.

## خصوصیات
پتروسینو ۴۴ کیلومترمربع مساحت و ۷٬۴۵۸ نفر جمعیت دارد و ۱۶ متر بالاتر از سطح دریا واقع شده‌است.